# Диксон, Александр (генерал)
Генерал-майор сэр Александр Диксон GCB KCH FRGS (3 июня 1777 — 22 апреля 1840) — британский военачальник, артиллерист, участник Наполеоновских войн. Фельдмаршал герцог Веллингтон, исключительно высоко ценил способности Диксона и назначил его командующим артиллерией своей армии на последнем, решающем этапе Пиренейской войны.

## Военная карьера
Диксон поступил в Королевскую военную академию в 1793 году, и в следующем году стал вторым лейтенантом Королевского артиллерийского полка. В 1798 году, в чине субалтерн-офицера, служил на Менорке, которая в те годы вместе со всеми Балеарскими островами принадлежала Британии, в 1800 году принимал участие в британской осаде Мальты. Затем, в звании капитана он принял участие в неудачной экспедиции в Монтевидео в 1806—1807 годах, а в 1809 году сопровождал бригадира Эдварда Ховорта в Португалию, где поступил в чине бригад-майора на службу в португальскую артиллерию.
В чине подполковника и должности командира португальской артиллерии Диксон участвовал в нескольких сражениях англо-португальской армии Веллингтона с французами в Испании в период 1810—1811 годов. Во время осады Сьюдад-Родриго, Бадахоса, фортов Саламанки и Бургоса Веллингтон доверял ему руководство действующей артиллерией армии. В битве при Саламанке он командовал резервной артиллерией. В конце концов Диксон стал командующим всей артиллерией союзной армии, и хотя он формально оставался лишь капитаном британской службы, но при этом имел под своим началом около 8 тысяч человек. Диксон сыграл ключевую роль в успешном завершении осады Сан-Себастьяна в 1813 году. В битвах при Витории, Пиренеях и Тулузе он руководил маневрированием и огнём артиллерии, а после окончания войны получил множество благодарственных подарков от офицеров, которые служил под его началом, причём многие из них были по званию старше его.
В дальнейшем Диксон принимал участие в Англо-американской войне 1812 года, а именно, в окончившейся для британцев катастрофой битве за Новый Орлеан (1814—1815), но вернулся в Европу как раз к началу кампании Ста дней. Здесь он принял участие в сражениях при Катр-Бра и Ватерлоо в составе штаба артиллерии армии Веллингтона, а затем командовал британским осадным парком во время взятия французских крепостей, отказавшихся сразу сложить оружие в ходе наступления союзников. Однако, долгая осада не потребовалась, поскольку военная кампания скоро закончилась вторичным отречением Наполеона, и крепости сдались.
В дальнейшем Диксон служил штабным артиллерийским офицером, получил звание генерал-майора, и почётный титул главный канонир Сент-Джеймсского парка (en:Master Gunner St James’s Park).
Всего во время Пиренейской войны Диксон принял участие в битвах при Бусаку, Ла-Альбуэра, Сьюдад-Родриго, Бадахосе, Саламанке, Витории, Сан-Себастьяне, Нивеле, Ниве и Тулузе. На его армейской золотой медали было шесть накладок — больше было только у герцога Веллингтона (9), сэра Дениса Пэка и лорда Уильяма Бересфорда (по 7).

## Дальнейшая жизнь
Диксон был кавалером Большого Креста ордена Бани и кавалером Kоролевского Гвельфского ордена, а также одним одним из первых действительных членов Королевского географического общества.
Дневник Диксона, который он вёл в ходе Пиренейской войны, стал важным источником информации при написании «Истории полка королевской артиллерии» Фрэнсиса Дункана.
Генерал-майор Диксон скончался в 1840 году. В 1847 году в Вулвиче ему был поставлен памятник.